# Buren (Gueldre)
Pour les articles homonymes, voir Buren.
Buren est une ville et une commune néerlandaise, en province de Gueldre.

## Histoire de la ville
La cité de Buren a obtenu ses droits de ville en 1395 du chevalier Allard, seigneur de Buren et Beusichem.
En 1435, le duc Arnold d'Egmont fit le siège de Buren et la ville fut prise. Le seigneur Guillaume de Buren en a été chassé, car il s'était déclaré ennemi du duc en 1418. Le duc était tellement content de sa conquête qu'il fait la célèbre déclaration suivante; Buuren zal men beste goede wezen (Buren sera meilleure pour tous). Cependant, ironiquement, le duc aurait été capturé par son propre fils en 1465 et transféré à Buren où il vivra en captivité pendant 6 ans.
En 1572, Buren rejoint l'Union de Dordrecht (nl). Et en 1575, Buren subit un siège (nl) par les troupes espagnoles dirigées par Gilles de Berlaymont.
Les fortifications de la ville sont très bien conservées et en grande partie, intactes. Il y a encore des remparts, des murs d'enceinte et une porte de ville : la Culemborgsepoort ou Huizenpoort.
La ville de Buren pourrait s'appeler Oranjestad (Ville d'Orange), en raison du lien avec la famille royale régnante. Guillaume d'Orange a épousé Anne de Buren en 1551. La princesse Beatrix et le roi Willem-Alexander sont donc respectivement comtesse et comte de Buren. Le moulin à farine situé sur les remparts porte donc bien son nom : De Prins van Oranje (Le Prince d'Orange). À Buren se trouvait l'un des plus imposants châteaux des Pays-Bas, la Huis Buren, dont le dernier résident était Frédéric Henri, prince d'Orange.
Marie a fondé l'orphelinat de Buren en 1612, qui a servi comme tel pendant 350 ans.Le musée de la Maréchaussée Royale des Pays-Bas y a été installé le 10 avril 1972.
Les membres de la famille royale d'Orange utilisent parfois l'alias Van Buren s'ils veulent être incognito. Plus récemment, cela s'est produit lors de la traditionnelle Elfstedentocht de 1986, à laquelle Willem-Alexander a participé sous le nom de W.A. van Buren.

## Galerie

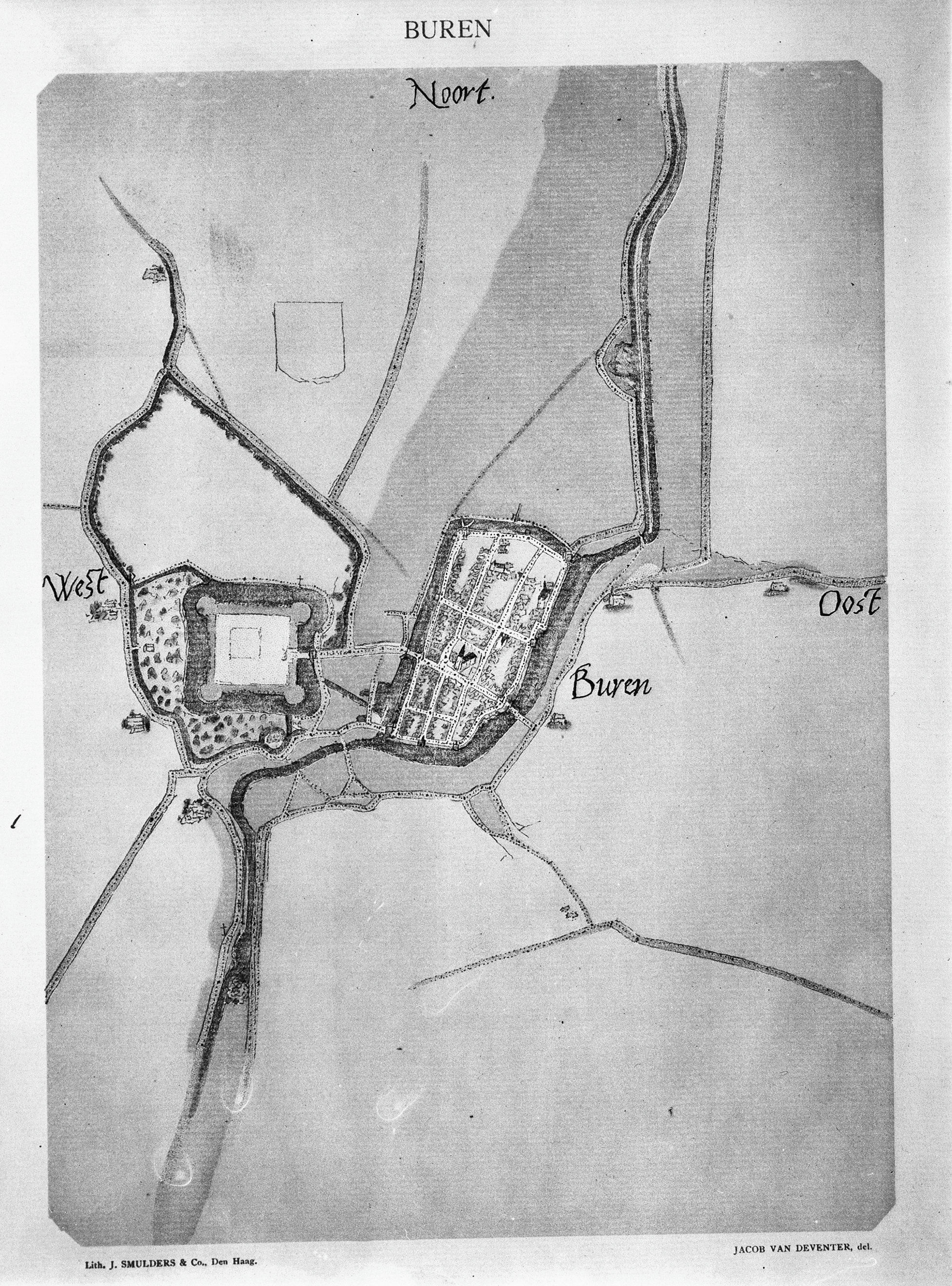
Plan de Buren au XVIe siècle par Jacob van Deventer
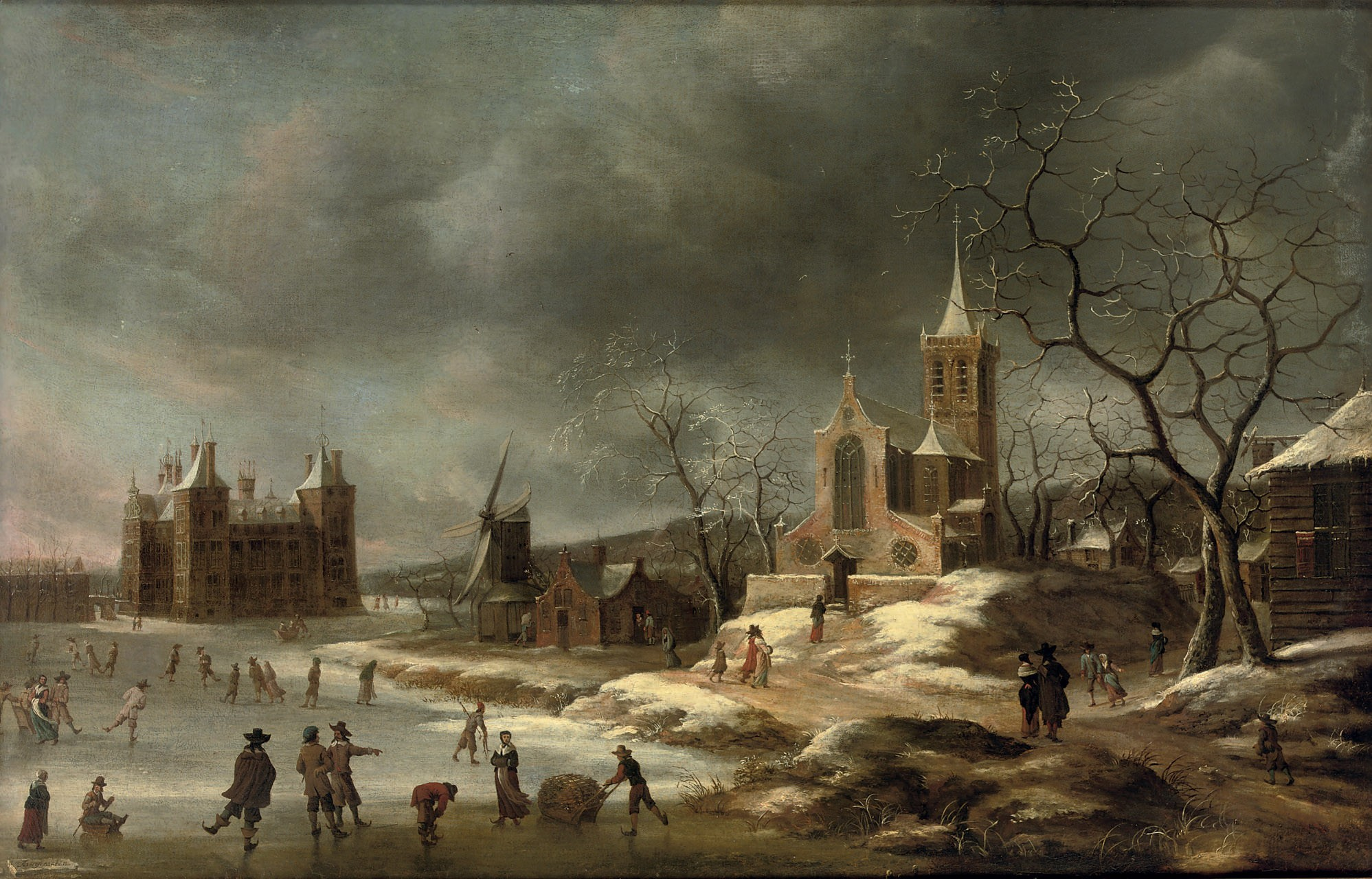
Tableau représentant le château de Buren en hiver au XVIIe siècle par Jan Abrahamsz Beerstraaten
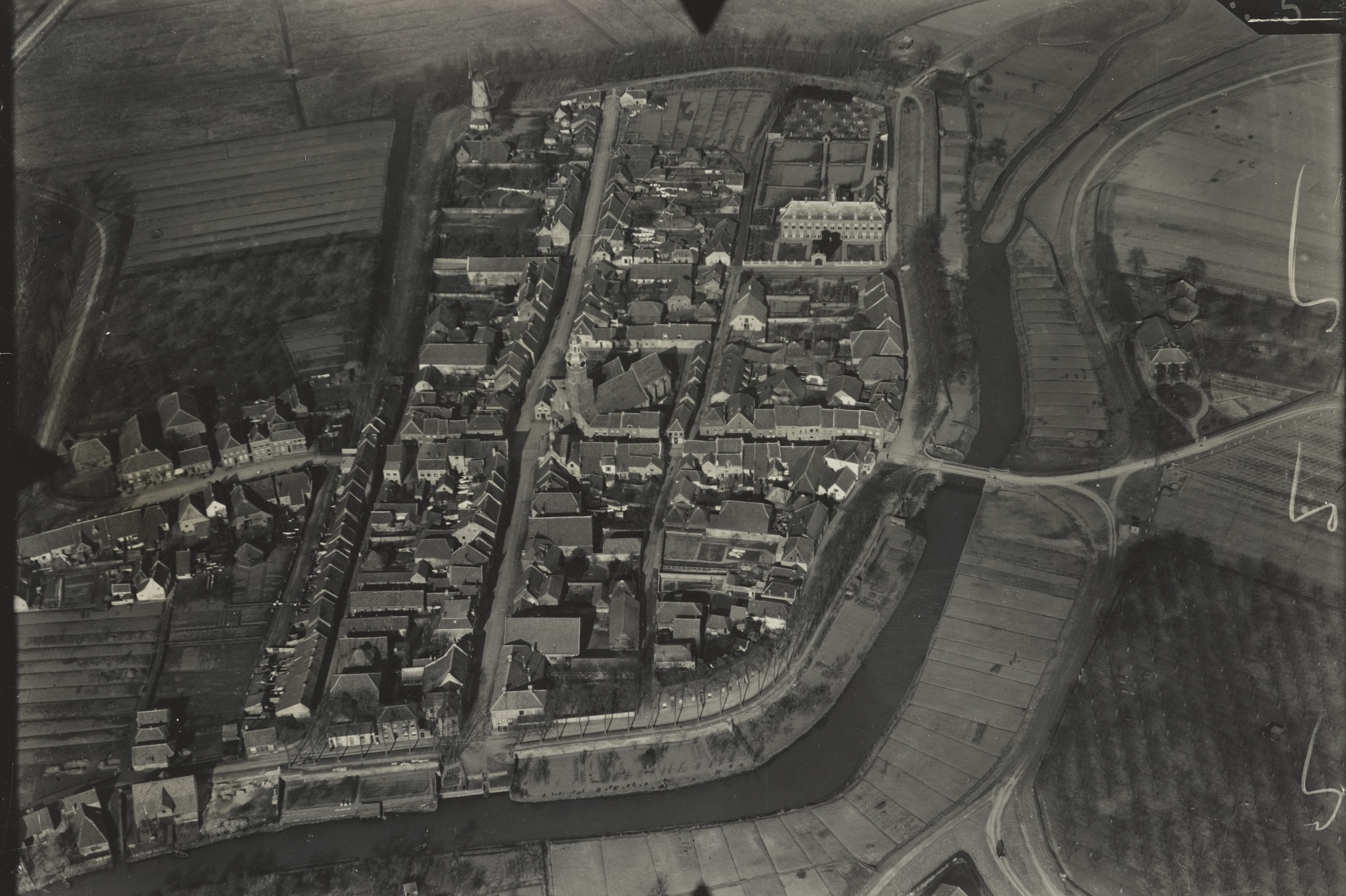
Photo aérienne de la ville (entre 1920 et 1940)
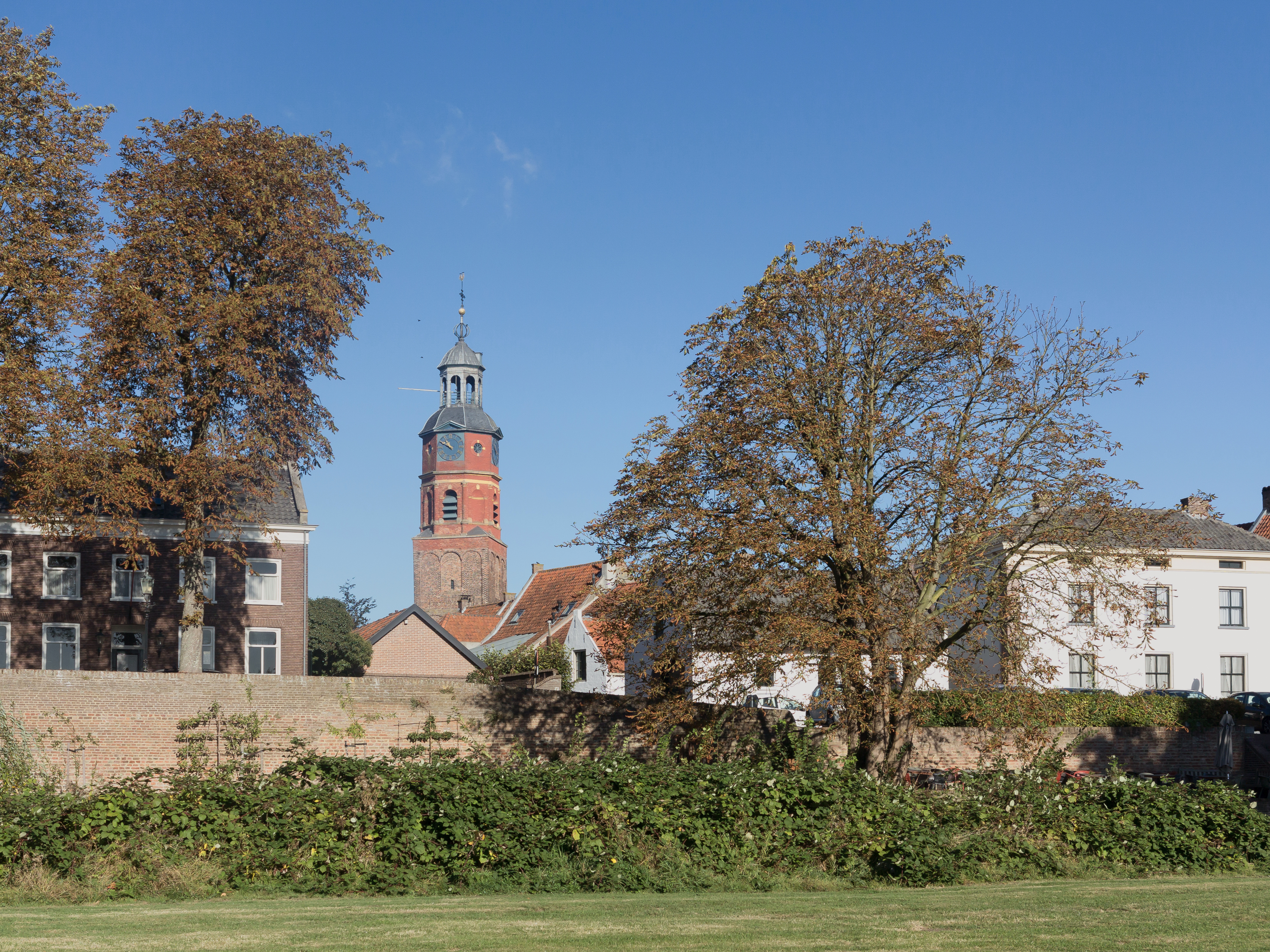
Système de fortifications avec la tour d'église de Sint-Lambertuskerk
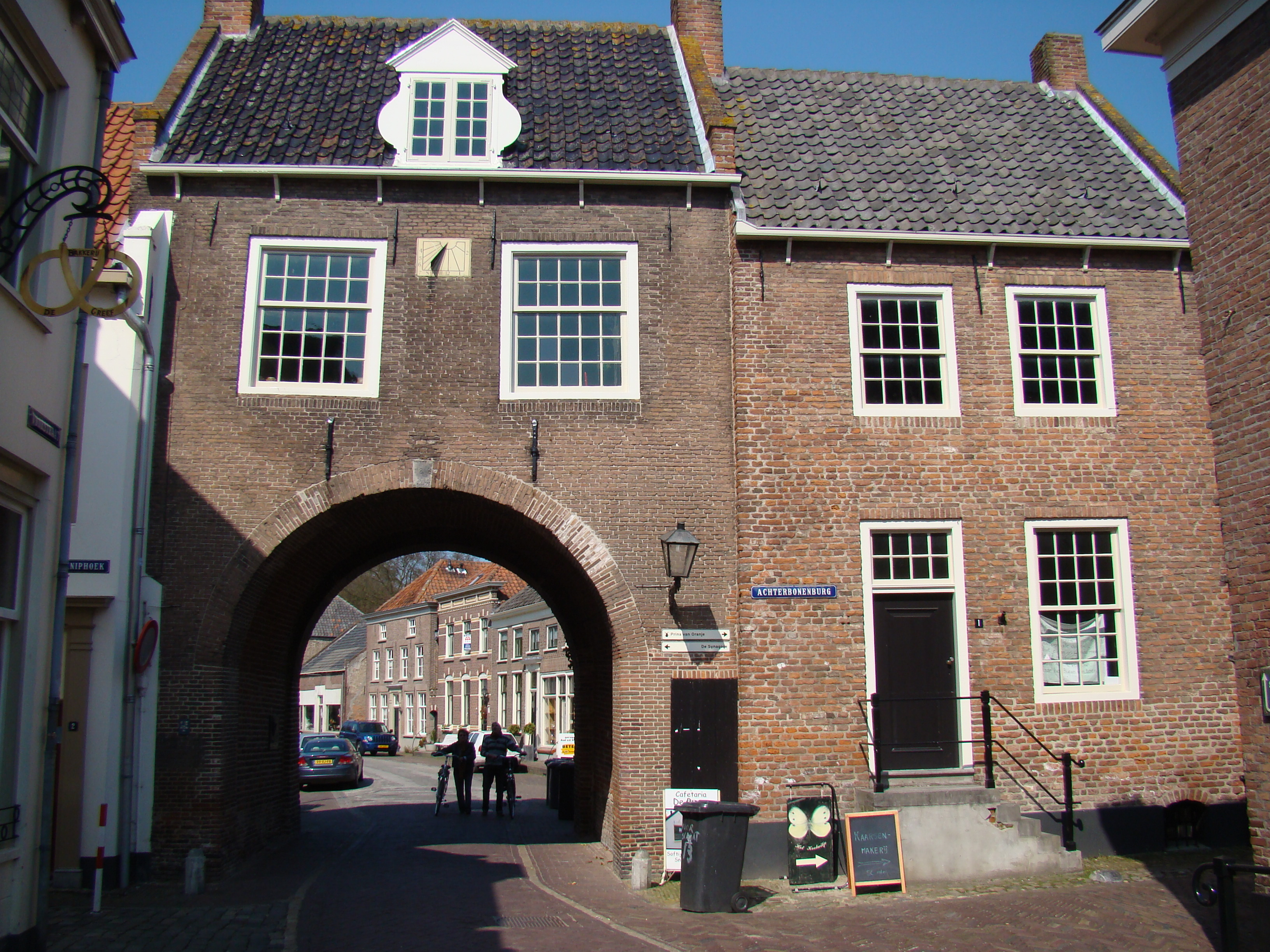
Porte de la ville
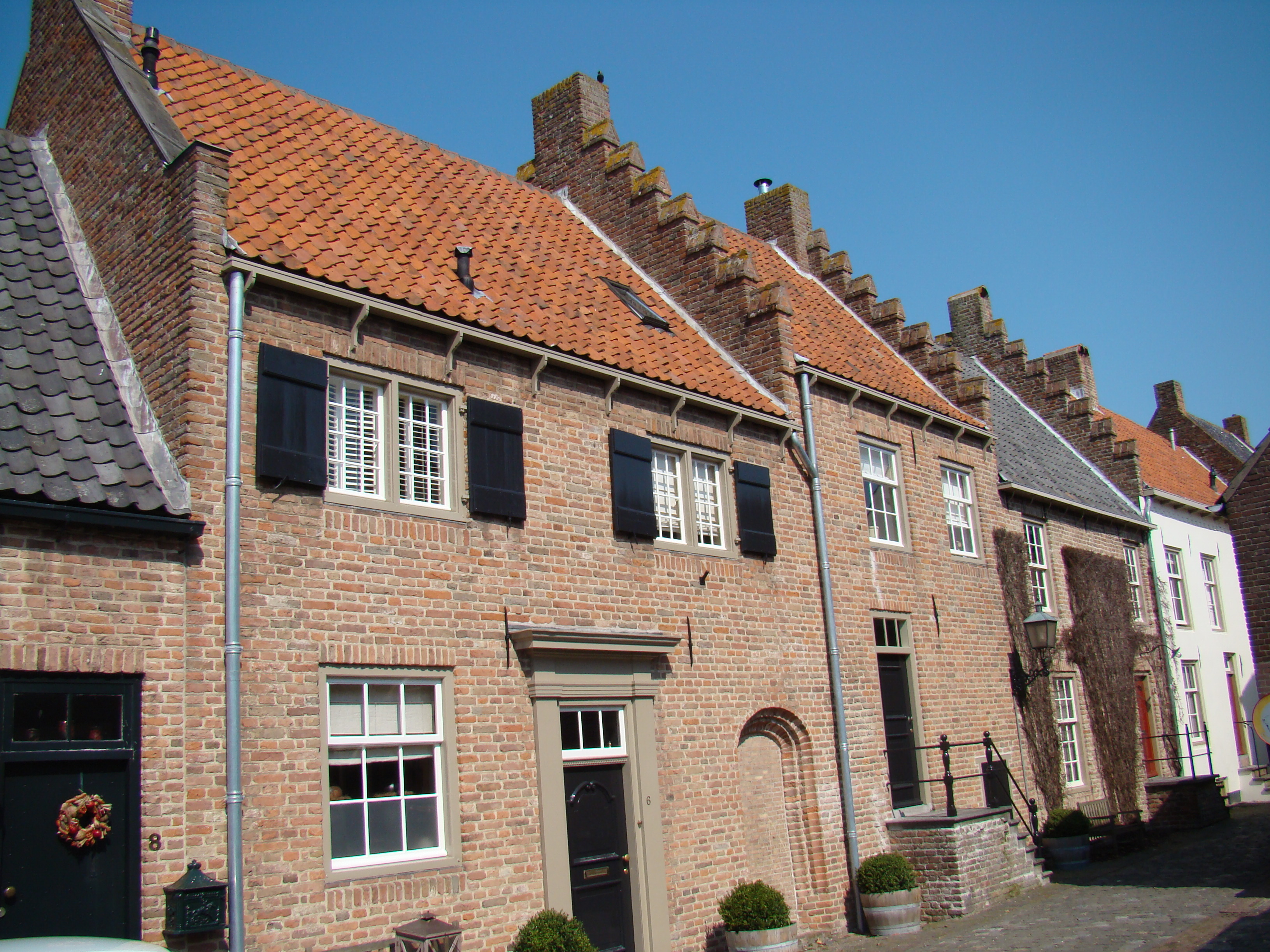
Ensemble de maisons Kasteelhuizen
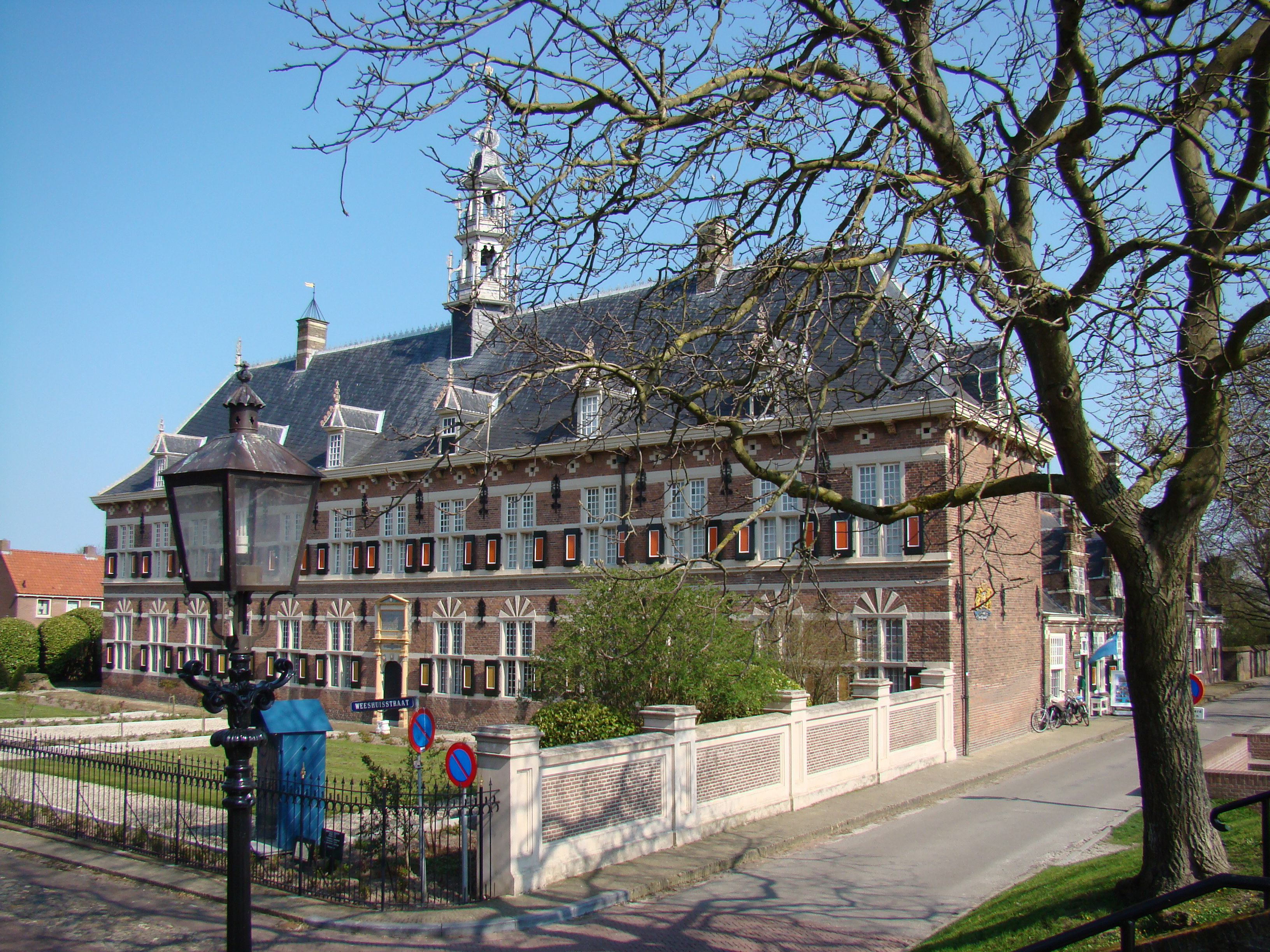
Ancien orphelinat
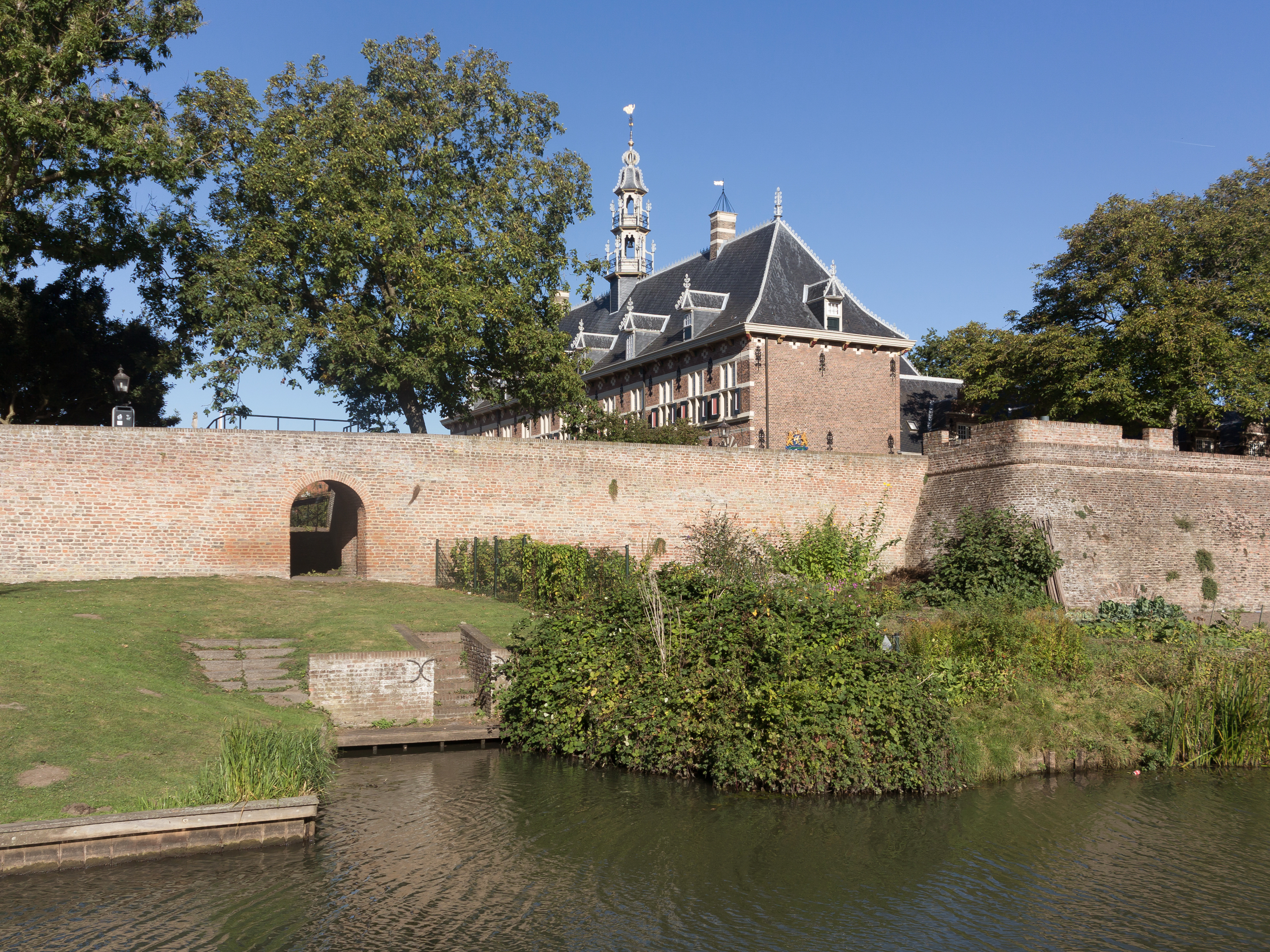
L'orphelinat derrière le système de fortifications
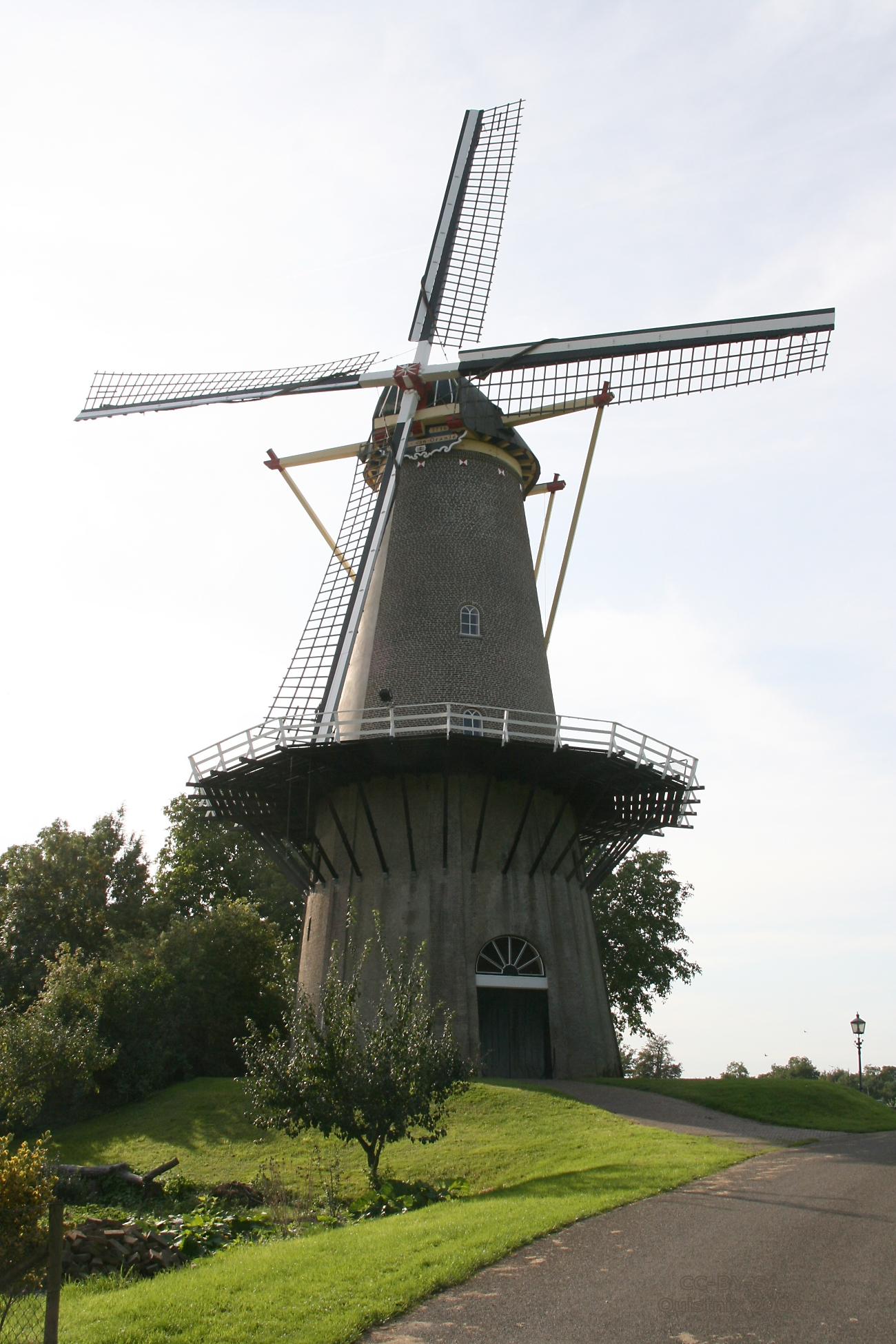
Le moulin Prins van Oranje

## Culture

### Bâtiments remarquables
- L'église Sint-Lambertuskerk
- Hôtel des pesées ou Waag
- La maison du conseil ou Raadhuis
- Le moulin Prins van Oranje

### Musées
- Museum Buren & Oranje (situé dans l'ancienne mairie)
- Marechausseemuseum ou Musée de la Gendarmerie (situé dans l'ancien orphelinat)
- Musée régional Baron van Brakell (situé dans le domaine Den Eng à Ommeren)

## Sources
- (nl) Cet article est partiellement ou en totalité issu de l’article de Wikipédia en néerlandais intitulé « Buren (stad) » (voir la liste des auteurs).